# Turkish-Airlines-Flug 278
Turkish Airlines Flug 278 war ein planmäßiger Inlandsflug der türkischen Fluggesellschaft Turkish Airlines von Ankara nach Van, auf dem am 29. Dezember 1994 eine Boeing 737-400 nahe dem Flughafen Van abstürzte.

## Verlauf
Das Flugzeug befand sich auf einem Linienflug von Ankara nach Van. Nachdem der erste Landeversuch in Van abgebrochen wurde, prallte das Flugzeug beim zweiten Landeversuch auf die Landebahn 03 aufgrund schlechter Sicht und Schneegestöber gegen einen rund 1.700 Meter hohen Berg. Bei dem Unfall kamen fünf der sieben Besatzungsmitglieder sowie 52 der 69 Passagiere ums Leben.

## Anflugverfahren
Das Anflugverfahren für den Flughafen Ferit Melen ist lediglich ein VOR-DME-Anflugverfahren. Es ist kein Präzisionsanflugverfahren, was den Landeanflug bei schlechter Sicht z. B. bei Nebel für die Piloten sehr erschwert.